# Van Dyke

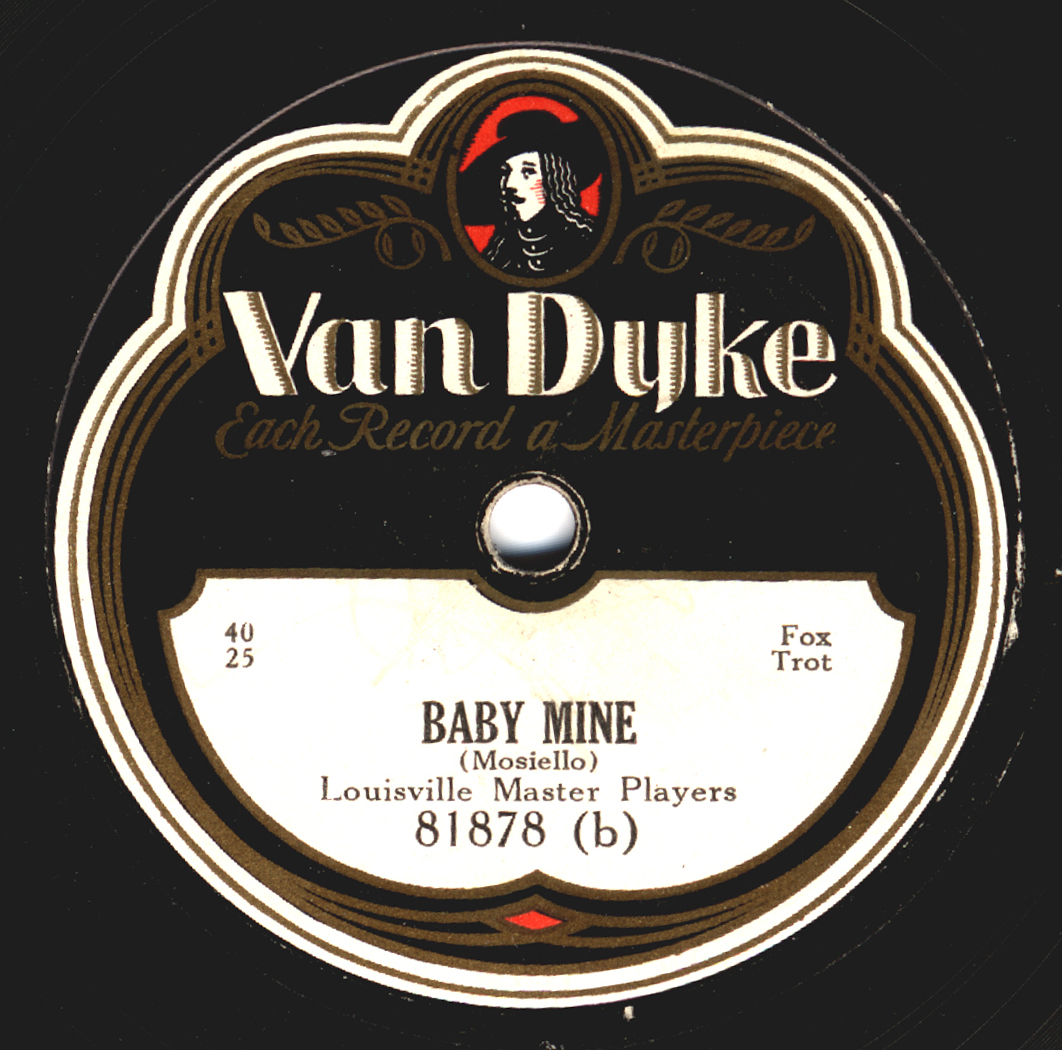
Etiketten till Van Dyke-utgåvan av Baby Mine, en komposition av trumpetaren Mike Mosiello.

Van Dyke var ett amerikanskt skivmärke, vilket existerade cirka 1929-1931. Det var en av många sidoetiketter som producerades av det Bostonbaserade skivbolaget Grey Gull.
Van Dykes slogan var "Each record a masterpiece", vilken kontrasterade kraftigt mot den ofta låga inspelnings- och pressningskvaliteten.
De flesta Van Dyke-utgåvor har identiska katalognummer med motsvarande Grey Gull-utgåvor, men med en 7:a eller 8:a tillagd först i numret. Det finns dock även katalognummerserier på Van Dyke som verkar helt fristående från övriga etiketter inom Grey Gull-familjen.
Van Dyke-skivor såldes för 35 cent stycket.